# Мануил Эротик Комнин
Мануил Эротик Комнин (греч. Μανουήλ Ἐρωτικός Κομνηνός, X век, Пафлагония, Византия — около 1020, Константинополь, Византия) — византийский военачальник и фаворит Василия II; первый член династии Комнинов, принадлежность которого к семье подтверждена документально. Его происхождение и родители неизвестны. В источниках он упоминается как командующий обороной Никеи в 978 году от мятежника Варды Склира, а также как имперский посланник к нему спустя одиннадцать лет. У него было трое детей: старший, Исаак, был императором в 1057—1059 годах, а младший, Иоанн, был прародителем династии Комнинов и отцом Алексея I Комнина.

## Биография
О ранней жизни Мануила ничего неизвестно. Учитывая, что он уже был на военной службе в 978 году и имел детей не позже 1015 года, современными учёными принята предположительная дата его рождения — 955/960 годы. Личность его родителей неясна: поскольку собственного первенца Мануил звали Исаак, греческий учёный Константин Варзос предположил, что также звали и его отца, так как согласно греческому обычаю старший ребенок мужского пола получал имя в честь деда по отцовской линии. О его жизни и карьере ничего неизвестно. Согласно Варзосу, Мануил получил свою фамилию — Комнин — от отца, в то время как его мать была происходила из семьи Эротиков, возможно, связанной с мятежником XI-го века Феофилом Эротиком. Французский учёный Жан-Клод Шейне предположил, что Мануил был членом семьи Эротиков и что он сменил фамилию на Комнин. Современные историки принимают замечание Михаила Пселла о том, что его семья происходила из деревни Комни во Фракии. Варзос также считает Мануила братом протоспафария Никифора Комнина, который был назначен губернатором армянского региона Васпуракан вскоре после его аннексии в 1021 году, но эта родственная связь не имеет документального подтверждения.
Мануил впервые упоминается в 978 году, когда он возглавлял оборону Никеи против повстанческого генерала Варды Склира, восставшего против императора Василия II (ок. 976—1025). Хотя его правнучка, принцесса Анна Комнина в своей «Алексиаде» утверждает, что он именовался автократором (главнокомандующим) Востока и имел полные полномочия для борьбы с восстанием, гораздо более вероятно, что он был просто местным командиром. Мануил поддерживал оборону города с переменным успехом (хотя осаждающим удалось разрушить одну из его башен) до того момента, когда в городе закончилось всё продовольствие. В этот момент Мануил смог обмануть Склира: он притворился, что у него есть горы пшеницы и что он раздумывает над тем, чтобы присоединиться к нему; уловка позволила ему и жителям города свободно отправиться в Константинополь. Мануил вновь упоминается в 989 году, когда его отправили для переговоров к Склиру, который снова восстал против Василия II, чтобы убедить того сдаться. Мануил справился со своей задачей, и пожилой мятежник завершил восстание и сдался 11 октября. Мануила называли патрикием, антипатом и вестом.
Мануил владел землями в регионе современного Кастамону в Пафлагонии, которые после его смерти унаследовал его старший сын; в XI веке земли стали оплотом династии. Мануил Эротик Комнин умер предположительно около 1020 года. В то время его дети были ещё маленькими, поэтому он вверил их императору Василию II.

## Семья
О жене Мануила практически ничего неизвестно. Вероятно, её звали Мария, как и двух её внучек, и она умерла около 1015 года. У них было два сына и одна дочь:
- Исаак I Комнин (ок. 1007—1061), женился на Екатерине Болгарской, дочери последнего болгарского царя и выдающегося генерала. Он стал императором в 1057 году, но подал в отставку в 1059 году и удалился в монастырь[10].
- безымянная дочь (род. ок. 1012), вышла замуж за Михаила Дукиана, который служил катепаном в Италии и был убит печенегами в 1050 году[11].
- Иоанн Комнин (ок. 1015 — 12 июля 1067), женился на Анне Далассине и был доместиком схол во время правления своего брата. У него было несколько детей, которые также стали высокопоставленными военачальниками. Его третий сын, Алексей I Комнин, стал императором в 1081 году, основав династию Комнинов[5][12].